# 1602 Індіана
1602 Індіана (1602 Indiana) — астероїд головного поясу, відкритий 14 березня 1950 року.
Тіссеранів параметр щодо Юпітера — 3,621.